# VocoOrchardシンガポール
VocoOrchardシンガポール(Voco Orchard Singapore)は1970年に開業したシンガポールの高級ホテルである。インターコンチネンタルホテルズグループの1つ。
かつてはヒルトン・ワールドワイド運営による「ヒルトン・シンガポール」であり、2022年1月に現名称に変更された。

## 特徴
国際的なホテルチェーンとしてはいち早くシンガポールに進出したホテル。ホテル内にショッピンアーケードギャラリー」があり、フォーシーズンズホテル シンガポールと通路で直結している。
客室は一番下のグレードであるデラックスで約27平方メートルである。
開業後しばらくはシンガポールを代表する最高級ホテルとして君臨していたが、後に他の最高級ホテルが続々と開業したことにより、相対的なランクはやや低下した。だが、シンガポールを代表するショッピング街であるオーチャード通りに面しており、最寄り駅であるMRTのオーチャード駅へは徒歩約5分で行くことができるなど、街歩きに便利な立地であるため、個人客はもちろん、パッケージツアーでの利用も多い。
開業以来長年ヒルトンとして営業していたが、2022年1月にインターコンチネンタルホテルズグループに運営が移管され、同社のプレミアム（高級）ブランド「voco」としてリニューアルされた。
423室。

## 設備
- イル・シエロ(il Cielo)　イタリア料理
- チェッカーズ・ブラッセリー(Checkers Brasserie)　各国料理、シンガポール料理
- グロー・ジュースバー&カフェ(Glow Juice Bar and Café)　ジュース、軽食
- カスピア・バー(Kaspia Bar)　カクテル、軽食
- チェッカーズ・デリ(Checkers Deli)　ケーキ、コーヒー
- プール　屋上に1か所

など